# Gummersbach
Gummersbach je německé město ve spolkové zemi Severní Porýní-Vestfálsko.
Nachází se 50 km východně od Kolína nad Rýnem. V současnosti zde žije 52 467 obyvatel (2007). Zdejší házenkářský tým VfL Gummersbach byl v sedmdesátých letech jedním z nejlepších týmů v Evropě.

## Osobnosti města
- Jürgen Habermas (* 1929), neomarxistický filosof a sociolog
- Ilona Gusenbauerová (* 1947), rakouská atletka

## Partnerská města
- Afandou, Řecko, 2001
- Burg, Sasko-Anhaltsko, Německo, 1990
- La Roche-sur-Yon, Francie, 1968

## Galerie

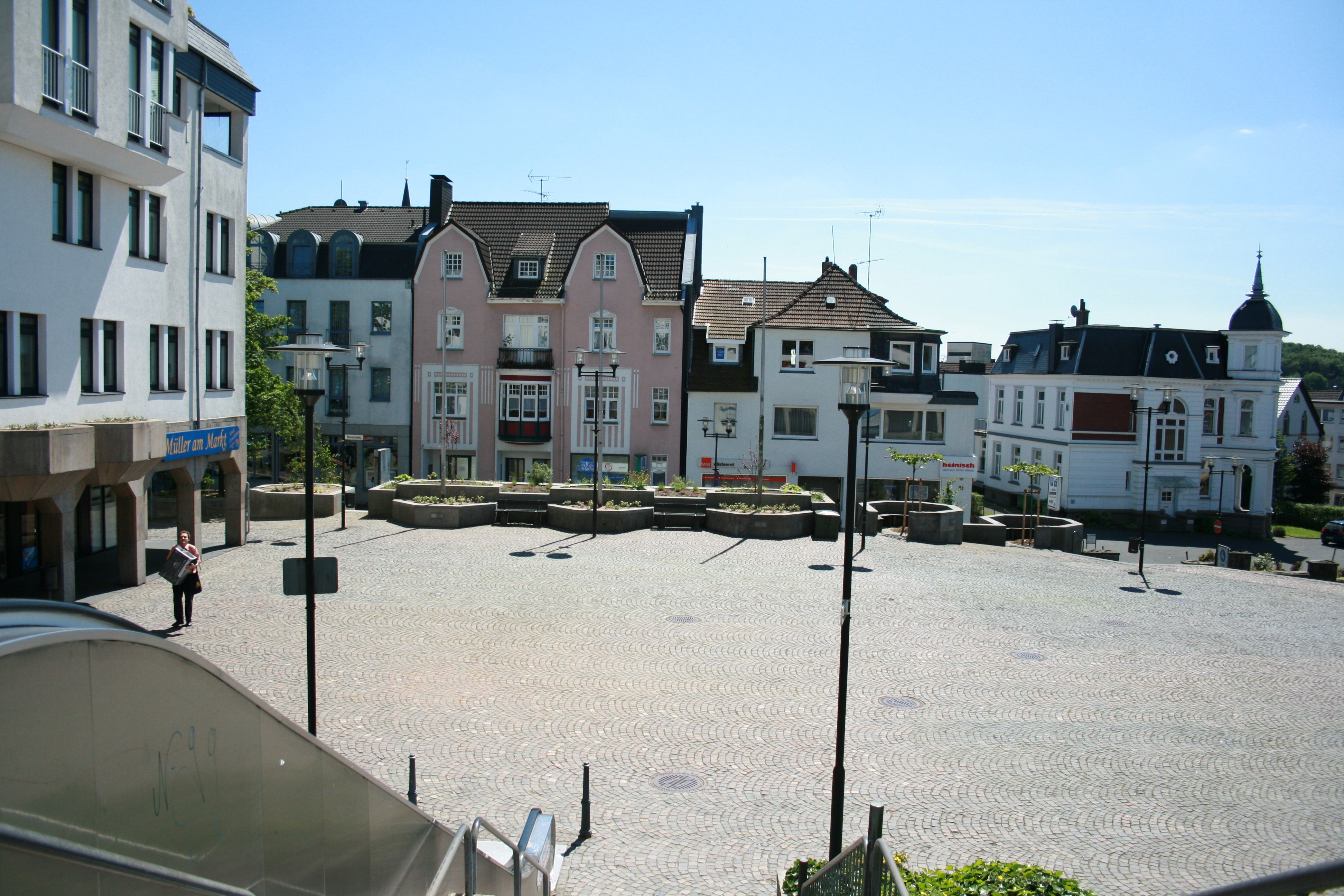
Centrum města
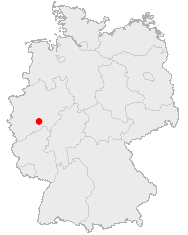
Poloha města na mapě Německa